# 주교제
주교제(主敎制)는 교회 통치의 계층적 형태로서, 지역 주요 당국들을 주교라고 부른다. ("주교"라는 단어는 고대 그리스어 σσσππςςς"를 의미하는 *biscopus/*biscopus를 통해 유래한다.) 가톨릭, 동방 정교회, 동양 정교회, 동방 교회, 성공회, 루터교 교회 또는 교파 등 주요 기독교 교회와 교파에서 사용하는 구조로, 이들 혈통과 독립하여 세워진 다른 교회들이다.
주교제도를 가진 교회들은 주교들의 지배를 받으며, 교구와 회의 또는 시노드에서 그들의 권위를 실천한다. 주교들의 지도력은 신성불가침과 합헌이다. 또한 서품, 확인, 예배 수행은 물론, 주교는 지방 관할 구역 내에서 성직자들을 감독하며, 세속적인 구조와 교회의 서열 내에서 모두 대표한다. 주교들은 예수의 열두 사도로부터 끊기지 않고 개인적인 사도세계를 계승하는 것에서 그들의 권위를 얻는 것으로 여겨진다. 그러한 권위를 가진 주교들은 역사적 발견이나 역사적 소멸을 나타낸다고 한다. 이러한 형태의 정부를 가진 교회들은 보통 신약성서에서 기술한 바와 같이 교회가 사제계급을 필요로 한다고 믿는다(디모테오에게 보낸 첫째 편지 3장, 디모테오에게 보낸 둘째 편지 2장). 어떤 체제에서는 주교들이 더 높은 직책을 갖는 주교들의 지배를 받을 수도 있다. (전통에 따라 대주교, 관구장 주교 또는 총대주교라고 불리기도 한다). 그들은 또한 의회나 시노드에서 만난다. 고위 주교들에 의해 장을 맡게 되는 이러한 모임들은, 비록 시노드나 의회가 순전히 자문일 수도 있지만, 대개 중요한 결정을 내린다.
제도적 기독교의 서면 역사 중 상당 부분, 교회 조직에서 유일하게 알려진 형태는 인지적 정부였다. 이것은 개혁에서 바뀌었다. 현재 많은 개신교 교회들은 마틴 루터의 95개 학설로 촉발된 가톨릭 교회와의 단절 이후 독자적으로 일하고 글을 쓰는 개신교 개혁가 존 캘빈의 글에서 유래한 것으로, 두 교회 모두 연합 교회나 장로교 교회 정치에 의해 조직되어 있다.

## 같이 보기
- 교회법